# Петропавловка (Кусинский район)
Петропа́вловка — село в Кусинском районе Челябинской области. Входит в Петрозаводское сельское поселение.
В Петропавловке примерно 900 дворов, есть большая школа, два детских сада, больница, почта, шесть магазинов и ларьков, лесничество, хлебозавод и спиртзавод.

## История
В 1849 году купцом Лагутиным здесь был основан гончарный (а позднее кирпичный) завод. Действовала тут и водяная мельница. В 1859 году завод перепрофилировали в винокуренный. В 1864 году предприятие купили братья Злоказовы — уральские купцы, вступавшие в конкуренцию с самим «водочным королём» А. Ф. Поклевским-Козелл.
Братья Злоказовы — выходцы из Каслинского завода. Они смогли скопить стартовый капитал и вырваться из низов, став крупными уральскими предпринимателями второй половины XIX — начала XX века. Они основали Торговый дом «Братья Злоказовы». Им принадлежало несколько предприятий, мукомольная мельница, суконные фабрики, а также пароходство.
Петропавловский завод реконструировали, купили новое заграничное оборудование и начали выпуск высококачественного ректификованного (пищевого) спирта. До революции производительность завода составляла 88 тысяч вёдер в год. В годы Первой мировой войны завод работал на нужды обороны.
Интересно, что в Петропавловке провёл свои детские годы будущий Маршал Советского Союза Б. М. Шапошников. Его отец работал управляющим на винокуренном заводе.
Действовал спиртзавод и в советское время. Однако в 2005 году по решению ФГУП «Росспиртпром» завод был навсегда закрыт, а в 2007 году всё оборудование демонтировали, а заводские цеха продолжают стоять.

## География
Село расположено на правом берегу реки Ай в месте впадения в неё реки Большая Арша.
В селе над рекой Ай поднимается скала Чёртов Палец, с которой открывается потрясающий вид на окрестности.
Неподалёку от устья Большой Арши на правом берегу Ая археологами найдены Петропавловские стоянка (эпохи неолита) и селище (ранний железный век). В 1,5 километрах от устья на левом берегу речки стоит небольшая деревня Старая Арша.

## Население
| 2002 | 2010  |
| ---- | ----- |
| 1681 | ↘1393 |